# Milichus inaequalis
Milichus inaequalis är en skalbaggsart som beskrevs av Antoine Boucomont 1928. Milichus inaequalis ingår i släktet Milichus och familjen bladhorningar. Utöver nominatformen finns också underarten M. i. lamottei.